# Iran Bethel School
Iran Bethel School var en skola för flickor i Tehran i Iran, som grundades 1874. 
Skolan grundades av den amerikanska presbryterianska missionen i Iran 1874. Det var inte den första flickskolan i Iran - det var Fiske Seminary i Urmia, som grundades redan 1838  - men det kom att bli en av de mer betydande tidiga skolorna för flickor i Iran. Liksom de övriga skolorna för flickor som grundades i Iran av västerländska missionärer under 1800-talet tillät myndigheterna bara skolan att acceptera icke muslimska elever. 1888 tillät myndigheterna skolan att börja ta emot muslimska flickor. Skolan omvandlades till Damavand College 1968. 